# Ileana Tonca

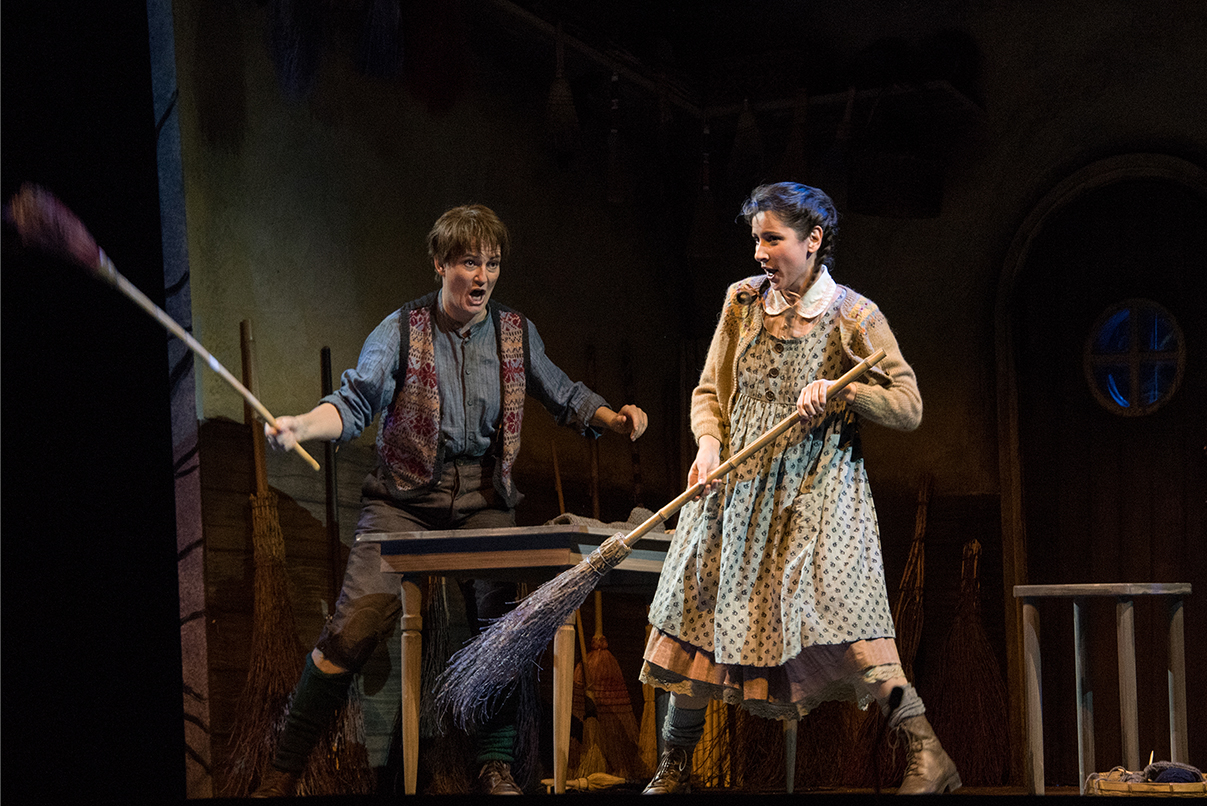
Ileana Tonca (rechts) als Gretel mit Daniela Sindram als Hänsel in Hänsel und Gretel an der Wiener Staatsoper (2015)

Ileana Tonca (* 1972 in Brașov, Rumänien) ist eine rumänische Sopranistin. Seit 1999 ist sie Ensemblemitglied der Wiener Staatsoper.

## Leben
Ileana Tonca studierte an der Musikakademie in Bukarest bei Georgeta Stoleriu. Anschließend sang sie an der Nationaloper Bukarest unter anderem die Konstanze in der Entführung aus dem Serail, die Rosina in Rossinis Barbier von Sevilla sowie die Adina in Donizettis Liebestrank.
1999 debütierte sie als Gemmy in Wilhelm Tell an der Wiener Staatsoper, wo sie seitdem Ensemblemitglied ist und Rollen wie die Sophie im Rosenkavalier, Sophie in Werther, Zerlina in Don Giovanni, Adina bzw. Gianetta im Liebestrank, Barbarina in der Hochzeit des Figaro, die Woglinde in Rheingold und Götterdämmerung sowie die Papagena in der Zauberflöte verkörperte. Darüber hinaus wirkte sie dort in Kinderoper-Produktionen wie in Das Traumfresserchen als Schlafittchen, in Peter Pan als Wendy Moira Angela Darling, in Iván Eröds Pünktchen und Anton in beiden Titelpartien, in Nino Rotas Aladdin und die Wunderlampe als Prinzessin Badr-al-Budur, in Bastien und Bastienne als Bastienne und in Pinocchio als Fuchs mit.
Gastspiele führten sie unter anderem an die Bayerische Staatsoper sowie die Staatsoper Unter den Linden.

## Auszeichnungen
- 1999/2000: Förderungspreis im Rahmen der Eberhard-Waechter-Medaille[2]
- 2004 Österreichischer frauen.kunst.preis. des Bundesministeriums für Bildung, Wissenschaft und Kultur[2]
- Preisträgerin beim Francisco-Vinas-Gesangswettbewerb[4]

## Repertoire mit Daten der Rollendebüts
Die Daten der Rollendebüts beziehen sich – soweit nicht anders angegeben – auf Vorstellungen an der Wiener Staatsoper.
| Datum Rollendebüt | Komponist         | Oper                                  | Rolle                                                            | Anmerkungen |
| ----------------- | ----------------- | ------------------------------------- | ---------------------------------------------------------------- | --- |
| 14. Okt. 2022     | Monteverdi        | L’Orfeo                               | Euridice                                                         | |
| 12. Nov. 2012     | Gluck             | Alceste                               | 1. Koryphäe / 1. Kind                                            | |
|                   | Gluck             | Orfeo ed Euridice                     | Amor                                                             | Athenäum (Bukarest) |
|                   | Pergolesi         | La serva padrona                      | Serpina                                                          | Komische Oper Bukarest |
|                   | Telemann          | Pimpinone                             | Vespetta                                                         | Komische Oper Bukarest |
| 27. Sep. 2009     | Haydn             | Il mondo della luna                   | Clarice                                                          | Aufführung im Brucknerhaus Linz unter Martin Sieghart. |
| 18. Jan. 2006     | Mozart            | Don Giovanni                          | Zerlina                                                          | Rollendebüt an der Wiener Staatsoper unter Philippe Jordan.                                                                                                |
| 28. Nov. 2013     | Mozart            | Le nozze di Figaro                    | Susanna                                                          | Rollendebüt beim Gastspiel der Wiener Staatsoper im Royal Opera House Muscat.                                                                              |
| 21. Dez. 2000     | Mozart            | Le nozze di Figaro                    | Barbarina                                                        | Premierenvorstellung der Neuinszenierung am 18. Juni 2001 unter Riccardo Muti an der Wiener Staatsoper. Weitere Vorstellungen ebenda unter Seiji Ozawa.    |
| 25. Dez. 2002     | Mozart            | Die Zauberflöte                       | Papagena                                                         | |
|                   | Mozart            | Die Zauberflöte                       | 1. Dame                                                          | Nationaloper Bukarest |
|                   | Mozart            | Die Zauberflöte                       | 1. Knabe                                                         | Nationaloper Bukarest |
| 28. Feb. 2003     | Mozart            | Die Zauberflöte für Kinder            | Papagena                                                         | |
| 2. Apr. 2006      | Mozart            | Bastien und Bastienne                 | Bastienne                                                        | Rollendebüt bei der Premierenvorstellung unter Jendrik Springer im Kinderopernzelt der Wiener Staatsoper                                                   |
|                   | Mozart            | Die Entführung aus dem Serail         | Konstanze                                                        | Nationaloper Bukarest |
|                   | Mozart            | Der Schauspieldirektor                | Silberklang                                                      | Komische Oper Bukarest |
| 25. Juni 2018     | Weber             | Der Freischütz                        | Ännchen                                                          | |
| 3. Mai 2016       | Beethoven         | Fidelio                               | Marzelline                                                       | |
| 27. Feb. 2001     | Wagner            | Das Rheingold                         | Woglinde                                                         | |
| 1. Nov. 2004      | Wagner            | Siegfried                             | Waldvogel                                                        | |
| 1. Apr. 2001      | Wagner            | Götterdämmerung                       | Woglinde                                                         | |
| 20. Nov. 2011     | Wagner            | Tannhäuser                            | Ein junger Hirt                                                  | |
| 17. Apr. 2003     | Wagner            | Parsifal                              | 1:1 Blumenmädchen                                                | |
| 26. Okt. 1999     | Wagner            | Rienzi                                | Friedensbote                                                     | |
| 19. Nov. 2015     | Humperdinck       | Hänsel und Gretel                     | Gretel                                                           | Rollendebüt an der Wiener Staatsoper in der Premierenvorstellung unter Christian Thielemann.                                                               |
| 27. Dez. 2019     | Humperdinck       | Hänsel und Gretel                     | Sand- und Taumännchen                                            | |
| 3. Dez. 2002      | Strauss           | Der Rosenkavalier                     | Sophie                                                           | |
| 13. Okt. 1999     | Strauss           | Der Rosenkavalier                     | Modistin                                                         | |
| 5. Sep. 2012      | Strauss           | Arabella                              | Zdenka                                                           | |
| 7. Sep. 2011      | Strauss           | Ariadne auf Naxos                     | Najade                                                           | |
| 5. März 2001      | Strauss           | Ariadne auf Naxos                     | Echo                                                             | |
| 20. Sep. 2004     | Strauss           | Daphne                                | Erste Magd                                                       | |
| 24. Okt. 2003     | Strauss           | Die Frau ohne Schatten                | Erste Dienerin / Erste Solostimme / Erste Stimme der Ungeborenen | |
| 1. Feb. 2006      | Korngold          | Die tote Stadt                        | Juliette                                                         | |
| 5. Jan. 2000      | Pfitzner          | Palestrina                            | Erste Engelsstimme                                               | |
| 2. Okt. 2000      | Schönberg         | Die Jakobsleiter                      | Seele 2                                                          | Rollendebüt an der Wiener Staatsoper bei der szenischen österreichische Erstaufführung unter Michael Boder.                                                |
| 3. Juni 2006      | Schönberg         | Moses und Aron                        | Erste nackte Jungfrau                                            | Rollendebüt bei der Premierenvorstellung an der Wiener Staatsoper unter Daniele Gatti.                                                                     |
| 2. Sep. 1999      | Rossini           | Guillaume Tell                        | Jemmy/Gemmy                                                      | Rollendebüt und gleichzeitig Hausdebüt an der Wiener Staatsoper unter Fabio Luisi. Weitere Vorstellungen ebenda unter anderem unter Bertrand de Billy.     |
| 3. Juni 2005      | Rossini           | L’italiana in Algeri                  | Elvira                                                           | |
| 16. Feb. 2018     | Rossini           | La Cenerentola                        | Clorinda                                                         | |
|                   | Rossini           | Il barbiere di Siviglia               | Rosina                                                           | Nationaloper Bukarest |
|                   | Gounod            | Faust                                 | Siebel                                                           | Nationaloper Bukarest |
| 11. März 2011     | Bellini           | La sonnambula                         | Lisa                                                             | Rollendebüt an der Wiener Staatsoper unter Evelino Pidò.                                                                                                   |
| 19. Okt. 2014     | Donizetti         | L’elisir d’amore                      | Adina                                                            | |
| 21. März 2000     | Donizetti         | L’elisir d’amore                      | Gianetta                                                         | |
| 30. Okt. 2002     | Verdi             | Un ballo in maschera                  | Oscar                                                            | Rollendebüt an der Wiener Staatsoper unter Marcello Viotti.                                                                                                |
| 20. Dez. 2005     | Verdi             | Falstaff                              | Nannetta                                                         | |
| 10. Feb. 2001     | Verdi             | Don Carlo (italienisch)               | Tebaldo                                                          | |
| 24. Sep. 1999     | Verdi             | Don Carlo (italienisch)               | Voce dal cielo                                                   | |
| 19. Juni 2008     | Verdi             | Don Carlos (französisch)              | Une voix d’en Haut                                               | |
| 11. Mai 2000      | Verdi             | Rigoletto                             | Page                                                             | |
| 31. Dez. 2007     | Strauß            | Die Fledermaus                        | Adele                                                            | Rollendebüt an der Wiener Staatsoper unter Bertrand de Billy.                                                                                              |
| 24. Jan. 2012     | Weill             | Aufstieg und Fall der Stadt Mahagonny | Erstes Mädchen                                                   | Rollendebüt in der Premierenvorstellung an der Wiener Staatsoper unter Ingo Metzmacher.                                                                    |
| 15. März 2005     | Giordano          | Fedora                                | Olga Sukarewa                                                    | |
| 30. Sep. 2001     | Bizet             | Carmen                                | Frasquita                                                        | |
| 19. Feb. 2005     | Massenet          | Werther                               | Sophie                                                           | Rollendebüt in der Premierenvorstellung an der Wiener Staatsoper unter Philippe Jordan.                                                                    |
| 6. Apr. 2008      | Massenet          | Manon                                 | Poussette                                                        | |
| 24. Feb. 2002     | Janáček           | Jenůfa                                | Jana                                                             | Premiere am 24. Februar 2002 unter Seiji Ozawa an der Wiener Staatsoper                                                                                    |
| 23. Okt. 2005     | Janáček           | Osud                                  | Erste Dame / Pacovská / Fanča / Součková                         | Rollendebüt in der Premierenvorstellung und österreichischen szenischen Erstaufführung an der Wiener Staatsoper unter Simone Young.                        |
| 19. Okt. 2017     | Dvořák            | Rusalka                               | Erste Elfe                                                       | |
| 20. Apr. 2012     | Mussorgski        | Boris Godunow                         | Xenia                                                            | |
| 10. Apr. 2017     | Prokofjew         | Der Spieler                           | Bleiche Dame                                                     | |
| 5. Mai 2006       | Dukas             | Ariane et Barbe-Bleue                 | Ygraine                                                          | Aufführung im Wiener Konzerthaus unter Bertrand de Billy.                                                                                                  |
| 19. Apr. 2000     | Hiller            | Das Traumfresserchen                  | Schlafittchen                                                    | |
| 22. Okt. 2000     | Hiller            | Peter Pan                             | Wendy                                                            | Rollendebüt in der Premierenvorstellung und österreichischen Erstaufführung unter Werner Seitzer im Kinderopernzelt der Wiener Staatsoper.                 |
| 13. Apr. 2003     | Hiller            | Pinocchio                             | Fuchs                                                            | Rollendebüt in der Premierenvorstellung und österreichischen Erstaufführung am 13. April 2003 unter Paul Weigold im Kinderopernzelt der Wiener Staatsoper. |
| 22. Apr. 2001     | Dinescu           | Der 35. Mai                           | Konrad                                                           | Premiere und österreichische Erstaufführung am 22. April 2001 unter David Aronson im Kinderopernzelt der Wiener Staatsoper.                                |
| 16. Apr. 2005     | Rota              | Aladdin und die Wunderlampe           | Prinzessin Badr-al-Budur                                         | Rollendebüt in der Premierenvorstellung und Erstaufführung an der Wiener Staatsoper unter Jendrik Springer im Kinderopernzelt der Wiener Staatsoper.       |
| 15. Sep. 2007     | Naske             | Die Omama im Apfelbaum                | Andi                                                             | |
| 23. Dez. 2007     | nach Wagner       | Wagners Nibelungenring für Kinder     | Waldvogel                                                        | |
| 4. März 2012      | nach Wagner       | Die Feen                              | Ada                                                              | |
| 10. Mai 2010      | Eröd              | Pünktchen und Anton                   | Anton                                                            | |
| 5. Okt. 2016      | Eröd              | Pünktchen und Anton                   | Pünktchen                                                        | |
| 23. Apr. 2015     | Lortzing          | Undine (Fassung für Kinder)           | Undine                                                           | |
| 6. Okt. 2021      | Resch nach Mozart | Die Entführung ins Zauberreich        | Blondchen                                                        | |

## Diskographie
- Compact Disc: Le nozze di Figaro (Wolfgang Amadeus Mozart), Radio-Symphonieorchester Wien / Bertrand de Billy, Arte Nova Classics 2002
- Compact Disc: Ariane et Barbe-Bleue (Paul Dukas), Live-Aufnahme Wiener Konzerthaus, Radio-Symphonieorchester Wien / Bertrand de Billy, OEHMS Classic 2008
- Compact Disc: Ring (Richard Wagner), Christian Thielemann / Wiener Staatsoper, Deutsche Grammophon 2013
- DVD: Hänsel und Gretel (Engelbert Humperdinck), Christian Thielemann / Wiener Staatsoper, Unitel Classica 2016
- DVD: Werther (Jules Massenet), Aufnahme Wiener Staatsoper, TDK 2005 und ArtHausMusik 2015
- DVD: Aladdin und die Wunderlampe (Nino Rota), Aufnahme Wiener Staatsoper
- DVD: Bastien und Bastienne (Wolfgang Amadeus Mozart), Aufnahme Wiener Staatsoper